# Puchar Świata w narciarstwie alpejskim mężczyzn 1970/1971
Puchar Świata w narciarstwie alpejskim mężczyzn sezon 1970/1971 to 5 edycja tej imprezy. Cykl ten rozpoczął się we włoskim Sestriere 13 grudnia 1970 roku, a zakończył 14 marca 1971 roku w szwedzkim Åre.

## Podium zawodów

### indywidualnie
| Lp  | Data             | Miejsce              | Konkurencja | Zwycięzca            | 2. miejsce           | 3. miejsce           |
| 1.  | 13 grudnia 1970  | Sestriere            | zjazd       | Henri Duvillard      | Bernard Orcel        | Karl Schranz         |
| 2.  | 17 grudnia 1970  | Val d’Isère          | gigant      | Patrick Russel       | Jean-Noël Augert     | Gustav Thöni         |
| 3.  | 20 grudnia 1970  | Val d’Isère          | zjazd       | Karl Cordin          | Bernard Orcel        | Karl Schranz         |
| 4.  | 5 stycznia 1971  | Berchtesgaden        | gigant      | Edmund Bruggmann     | Patrick Russel       | David Zwilling       |
| 5.  | 6 stycznia 1971  | Berchtesgaden        | slalom      | Jean-Noël Augert     | Heinrich Messner     | Max Rieger           |
| 6.  | 9 stycznia 1971  | Madonna di Campiglio | gigant      | Henri Duvillard      | Patrick Russel       | Gustav Thöni         |
| 7.  | 10 stycznia 1971 | Madonna di Campiglio | slalom      | Gustav Thöni         | Jean-Noël Augert     | Patrick Russel       |
| 8.  | 16 stycznia 1971 | Sankt Moritz         | zjazd       | Walter Tresch        | Bernhard Russi       | Andreas Sprecher     |
| 9.  | 17 stycznia 1971 | Sankt Moritz         | slalom      | Tyler Palmer         | Harald Rofner        | Gustav Thöni         |
| 10. | 18 stycznia 1971 | Adelboden            | gigant      | Patrick Russel       | Gustav Thöni         | Henri Duvillard      |
| 11. | 24 stycznia 1971 | Kitzbühel            | slalom      | Jean-Noël Augert     | Alain Penz           | Harald Rofner        |
| 12. | 29 stycznia 1971 | Megève               | zjazd       | Jean-Daniel Dätwyler | Bernard Orcel        | Walter Tresch        |
| 13. | 30 stycznia 1971 | Megève               | slalom      | Jean-Noël Augert     | Gustav Thöni         | Christian Neureuther |
| 14. | 31 stycznia 1971 | Megève               | zjazd       | Bernhard Russi       | Franz Vogler         | Michel Dätwyler      |
| 15. | 7 lutego 1971    | Mürren               | slalom      | Jean-Noël Augert     | Tyler Palmer         | Patrick Russel       |
| 16. | 13 lutego 1971   | Mont-Sainte-Anne     | gigant      | Bernhard Russi       | Edmund Bruggmann     | Werner Bleiner       |
| 17. | 14 lutego 1971   | Mont-Sainte-Anne     | slalom      | Patrick Russel       | Gustav Thöni         | Alain Penz           |
| 18. | 18 lutego 1971   | Sugarloaf            | zjazd       | Bernhard Russi       | Henri Duvillard      | Stefano Anzi         |
| 19. | 19 lutego 1971   | Sugarloaf            | zjazd       | Stefano Anzi         | Karl Cordin          | Gustav Thöni         |
| 20. | 21 lutego 1971   | Sugarloaf            | gigant      | Gustav Thöni         | Edmund Bruggmann     | Henri Duvillard      |
| 21. | 25 lutego 1971   | Heavenly Valley      | slalom      | Gustav Thöni         | Christian Neureuther | Tyler Palmer         |
| 22. | 27 lutego 1971   | Heavenly Valley      | gigant      | Gustav Thöni         | Henri Duvillard      | Sepp Heckelmiller    |
| 23. | 13 marca 1971    | Åre                  | gigant      | David Zwilling       | Sepp Heckelmiller    | Patrick Russel       |
| 24. | 14 marca 1971    | Åre                  | slalom      | Jean-Noël Augert     | Gustav Thöni         | Edmund Bruggmann     |

## Końcowa klasyfikacja generalna
| Miejsce | Zawodnik             | Punkty |
| ------- | -------------------- | ------ |
| 1.      | Gustav Thöni         | 155    |
| 2.      | Henri Duvillard      | 135    |
| 3.      | Patrick Russel       | 125    |
| 4.      | Jean-Noël Augert     | 107    |
| 5.      | Bernhard Russi       | 95     |
| 6.      | Edmund Bruggmann     | 94     |
| 7.      | David Zwilling       | 86     |
| 8.      | Christian Neureuther | 66     |
| 9.      | Bernard Orcel        | 63     |
| 10.     | Tyler Palmer         | 60     |

### Zjazd (po 7 z 7 konkurencji)
| Miejsce | Zawodnik        | Punkty |
| ------- | --------------- | ------ |
| 1.      | Bernhard Russi  | 70     |
| 2.      | Bernard Orcel   | 60     |
| 3.      | Karl Cordin     | 56     |
| 4.      | Henri Duvillard | 53     |
| 5.      | Walter Tresch   | 46     |

### Slalom gigant (po 8 z 8 konkurencji)
| Miejsce | Zawodnik         | Punkty |
| ------- | ---------------- | ------ |
| 1.      | Patrick Russel   | 70     |
| 1.      | Gustav Thöni     | 70     |
| 3.      | Edmund Bruggmann | 65     |
| 4.      | Henri Duvillard  | 60     |
| 5.      | David Zwilling   | 51     |

### Slalom (po 9 z 9 konkurencji)
| Miejsce | Zawodnik         | Punkty |
| ------- | ---------------- | ------ |
| 1.      | Jean-Noël Augert | 75     |
| 2.      | Gustav Thöni     | 70     |
| 3.      | Tyler Palmer     | 60     |
| 4.      | Patrick Russel   | 55     |
| 5.      | Harald Rofner    | 45     |

### Drużynowo
| Miejsce | Kraj       | Punkty |
| ------- | ---------- | ------ |
| 1.      | Francja    | 505    |
| 2.      | Szwajcaria | 388    |
| 3.      | Austria    | 361    |
| 4.      | Włochy     | 223    |
| 5.      | RFN        | 171    |